# Ligumia nasuta
Ligumia nasuta är en musselart som först beskrevs av Thomas Say 1817.  Ligumia nasuta ingår i släktet Ligumia och familjen målarmusslor. IUCN kategoriserar arten globalt som nära hotad. Inga underarter finns listade i Catalogue of Life.

## Bildgalleri

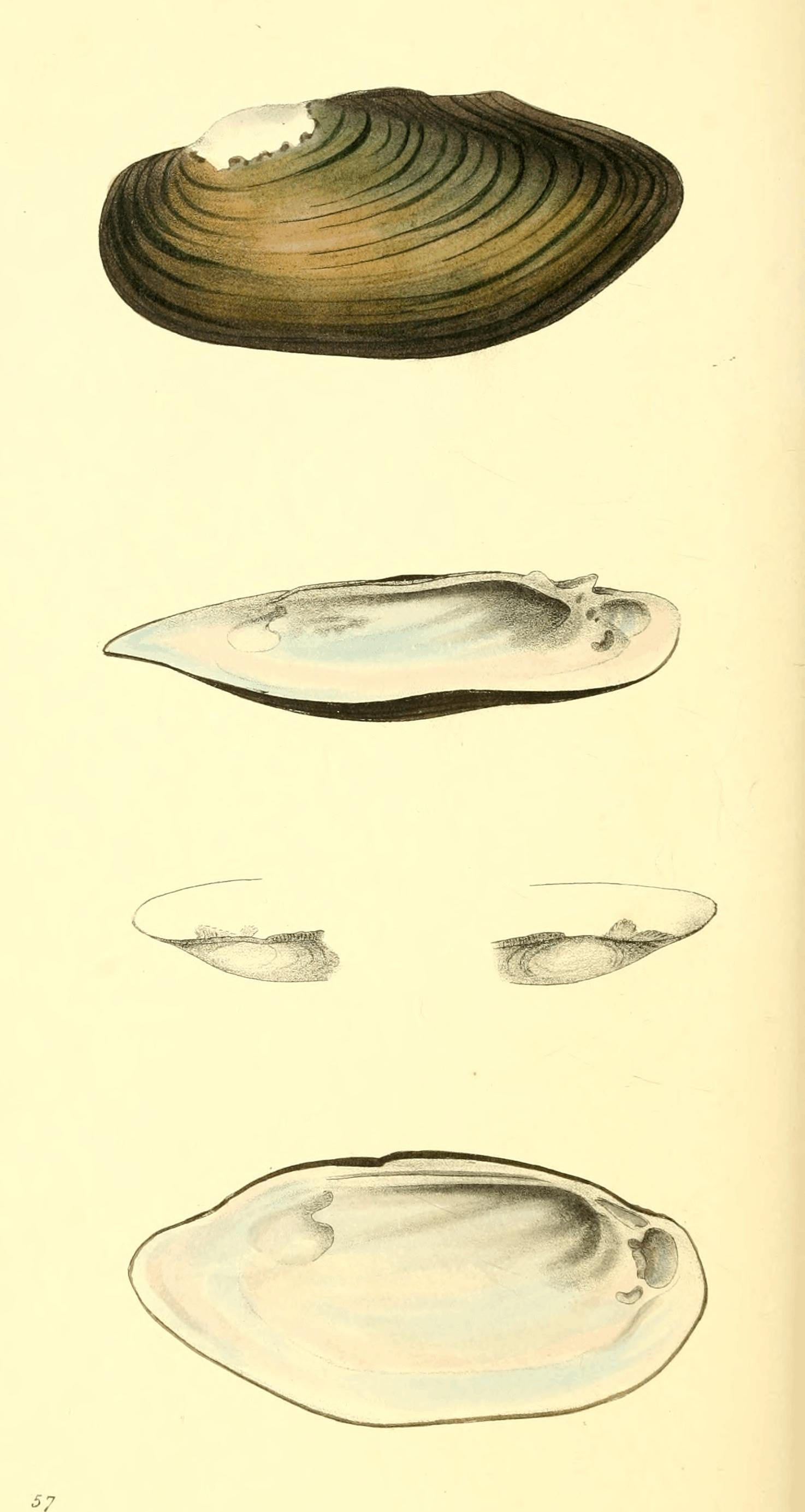